# Ubikwitynacja

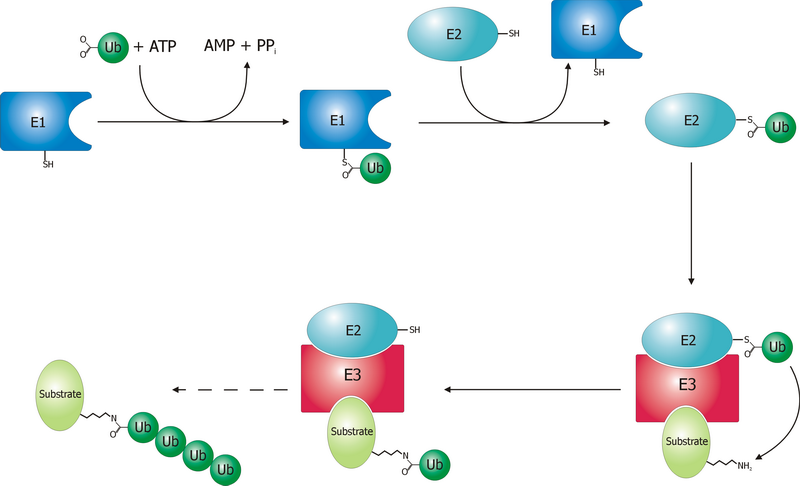
Schemat procesu ubikwitynacji

Ubikwitynacja, ubikwityzacja – proces enzymatycznej modyfikacji potranslacyjnej białek następujący przez przyłączenie cząsteczek innego, małego białka, ubikwityny. Najczęściej zachodzi poprzez połączenie wiązaniem izopeptydowym karboksylowego końca ostatniego aminokwasu ubikwityny (glicyny 76) z łańcuchem bocznym lizyny obecnej w substracie. Proces ten zachodzi w komórce zarówno w cytoplazmie, jak i jądrze komórkowym. Odkrycie systemu ubikwitynacji w komórce zostało docenione poprzez przyznanie Nagrody Nobla Aaronowi Ciechanover, Avramowi Hershko i Irwinowi Rose z Chemii w 2004 roku. 

## Rodzaje ubikwitynacji
- monoubikwitynację, która polega na przyłączeniu monomerów ubikwityny do danego białka do pojedynczej reszty lizyny[3].
- multi-monoubikwitynacja polega na przyłączeniu pojedynczych cząsteczek w wielu miejscach białka[3].
- poliubikwitynację, polegającą na przyłączeniu polimerów (przynajmniej dimerów) ubikwityny do białka. Jest on przyłączany do jednej, konkretnej lizyny w strukturze białka. Może prowadzić do tworzenia łańcuchów prostych bądź rozgałęzionych[3].

## Rola ubikwitynacji w komórce
Modyfikacja białek poprzez ubikwitynację powoduje szereg zmian w ich właściwościach co wpływa na wiele procesów komórkowych. Monoubikwitynacja wpływa na aktywność zmodyfikowanego białka i reguluje takie procesy jak naprawa DNA, ekspresja genów, czy transport komórkowy. Jednym z przykładów jest monoubikwitynacja histonów H2A i H2B tworzących strukturę nukleosomu. Modyfikacja ta zmienia ekspresję genów w określonym regionie chromatyny i wpływa na modyfikację histonu H3 poprzez metylację. Jest to element mechanizmu regulacji ekspresji genów zwanego kodem histonowym. Innym przykładem jest zmienność funkcji PCNA pod wpływem ubikwitynacji, co powoduje wybór różnych ścieżek naprawy uszkodzonego DNA.
Obecność przyłączonej do białka ubikwityny wpływa na jego interakcję z innymi białkami. Stwierdzono obecność co najmniej 20 motywów odpowiedzialnych za kontakt z ubikwityną.
Poliubikwitynacja oznacza przyłączenie kolejnych cząsteczek ubikwityny i utworzenie łańcucha. W cząsteczce ubikwityny obecne jest 7 lizyn będących potencjalnymi miejscami do przyłączenia kolejnej cząsteczki: K6, K11, K27, K29, K33, K48, K63 oraz reszta metioniny M1. Utworzenie łańcucha poliubikwityny na lizynie 48 powoduje, że zmodyfikowane w taki sposób białko jest kierowane do proteasomu, gdzie następuje jego degradacja. Ubikwitynacji podlegają z jednej strony białka uszkodzone, zdeformowane, zdenaturowane i nieprawidłowo funkcjonujące, białka obce dla danej komórki (np. wirusowe), z drugiej zaś – białka krótko żyjące. Po oznaczeniu ubikwityną białko podlega rozkładowi w proteasomie. Rola łańcuchów ubikwitynowych utworzonych na pozostałych lizynach i reszcie metioniny pozostaje nieznana.

## Reakcja ubikwitynacji
Proces wymaga obecności trzech współdziałających ze sobą enzymów: E1 - enzymu aktywującego ubikwitynę, E2 - enzymu wiążącego i E3 - ligazy ubikwitynowej. W wyjątkowych przypadkach występuje również enzym E4, katalizujący przyłączenie uformowanego łańcucha ubikwityn do substratu.
1. Aktywacja ubikwityny. jest pierwszym etapem, niezbędnym do ubikwitynacji i zachodzi poprzez dwie reakcje
  1. Enzym E1 wiąże ubikwitynę i cząsteczkę ATP i katalizuje acylo-adenylację karboksylowego końca ubikwityny.
  2. Zachodzi przeniesienie ubikwityny na łańcuch boczny cysteiny obecnej u enzymu E1, z uwolnieniem cząstęczki AMP. Powstaje wówczas wysokoenergetyczne wiązanie tioestrowe. W proteomie człowieka znane są dwa białka aktywujące ubikwitynę: UBA1 i UBA6.
2. Przyłączenie ubikwityny do enzymu E2. Ubikwityna zostaje przeniesiona z enzymu E1 na wolną resztę cysteinową enzymu E2 w reakcji transestryfikacji. W jej trakcie E2 pozostaje połączone z E1 i ubikwityną. W proteomie człowieka znaleziono 35 białek aktywujących ubikwitynę.
3. Ligacja ubikwityny do substratu. Ostatnim etapem jest przyłączenie ubikwityny do białka docelowego poprzez wiązanie izopeptydowe. Dochodzi do tego przy udziale enzymu E3, ligazy ubikwityny która odpowiada za rozpoznanie konkretnego substratu. W proteomie człowieka występuje ich kilkaset.

Substratami reakcji są ATP, ubikwityna i białko z lizyną obecną w sekwencji, a produktami AMP, dwufosforan i ubikwitynowane białko.

## Deubikwitynacja
W komórkach obecne są enzymy pozwalające na odwrócenie reakcji ubikwitynacji. Są to wyspecjalizowane proteazy przecinające wiązanie izopeptydowe ubikwityna-lizyna, degradujące łańcuchy poliubikwitynowe, bądź kontrolujące ilość prekursorów ubikwityny w komórce. W genomie człowieka stwierdzono obecność 85 genów kodujących takie enzymy. Większość z nich należy do rodziny proteaz cysteinowych, niewiele do metaloproteaz. Silnie wpływają one na stabilność wielu białek, regulując ich działanie, co sprawia, że są atrakcyjnym celem dla przyszłych terapii.